# Emil Hilb
Emil Hilb (né le 26 avril 1882 à Stuttgart et mort le 6 août 1929 à Wurtzbourg) est un mathématicien allemand qui travaille dans les domaines des fonctions spéciales, des équations et des suites différentielles.

## Biographie
Hilb obtient son doctorat en 1903 sous la direction de Ferdinand von Lindemann,,. Il travaille comme professeur de mathématiques au lycée à Augsbourg jusqu'en 1906, date à laquelle Max Noether l'embauche comme assistant. En 1908, il trouve un poste de chargé de cours à l'Université d'Erlangen. Il obtient un poste de professeur à l'Université de Wurtzbourg en 1909, de préférence à Ernst Zermelo. A Würzbourg, il a comme étudiants Richard Bär, qui est plus tard un physicien expérimental distingué, Otto Haupt et Axel Schur,.
Il est l'un des auteurs de l'Enzyklopädie der mathematischen Wissenschaften (Encyclopédie des sciences mathématiques), contribuant sur les thèmes des séries trigonométriques et des équations différentielles. Il écrit un livre sur les fonctions de Lamé.

## Livres
- Beiträge zur theorie der lame'schen Funktionen (Contributions à la théorie des fonctions de Lamé), München, 1903
- Über Integraldarstellungen willkürlicher Funktionen (Sur les représentations intégrales de fonctions arbitraires), Teubner, 1908
- Enzyklopädie der mathematischen Wissenschaften (Encyclopédie des sciences mathématiques), deuxième volume, édité par H. Burkhardt, W. Wirtinger, R. Fricke et E. Hilb - fichiers pdf téléchargeables de l'Université de Göttingen (allemand)